# Pseudoromicia kityoi
Pseudoromicia kityoi — вид ссавців родини лиликових.

## Опис
Це найбільший представник роду Pseudoromicia з довжиною передпліччя 37 і 38 мм і найбільшою довжиною черепа 14,70 і 14,99 мм для двох відомих зразків. Волосяний покрив середньо-коричневий зверху і трохи блідіший знизу. Окремі волоски однобарвні на верхніх частинах і двокольорові на нижніх частинах, причому проксимальна половина темніша від дистальної половини. Літальна перетинка має темний колір. Вуха короткі й округлі, а козелок має вигнутий зовнішній край, як це характерно для роду.

## Середовище проживання
Поки-що зареєстрований з Уганди. Через бідність зразків майже нічого не можна сказати про середовище проживання цього виду.

## Етимологія
Цей вид названий на честь доктора Роберта М. Кітьо (англ. Robert M. Kityo), теріолога, наставника та довготривалого куратора Музею зоології Університету Макерере, на знак визнання його цінного внеску в дослідження кажанів та дрібних ссавців у регіоні.